# Днепрогэс
Днепро́вская ГЭС (укр. Дніпровська ГЕС), также ДнепроГЭС (укр. ДніпроГЕС), ранее — Днепровская ГЭС имени В. И. Ленина — гидроэлектростанция на реке Днепр в городе Запорожье на юге Украины. Является пятой ступенью Днепровского каскада гидроэлектростанций. Крупнейшая гидроэлектростанция Украины, в 1932—1956 годах была крупнейшей гидроэлектростанцией СССР и Европы.
Строительство Днепровской ГЭС было предусмотрено планом ГОЭЛРО, станция стала крупнейшей электростанцией, возведённой по этому плану. Её сооружение было начато в 1927 году, первые гидроагрегаты были пущены в 1932 году, в 1939 году строительство Днепрогэса было завершено. Электростанция стала одним из самых известных символов индустриализации СССР, одновременно с ней в Запорожье был построен крупный комплекс промышленных предприятий. Помимо выработки большого количества дешёвой электроэнергии, Днепрогэс решил проблему обеспечения непрерывного судоходства на Днепре, затопив Днепровские пороги .
В ходе Великой Отечественной войны Днепровская ГЭС была взорвана сначала советскими, а затем немецкими войсками . В 1944 году было начато восстановление станции, завершённое в 1950 году с пуском последнего гидроагрегата, при этом мощность станции была увеличена. В 1969—1980 годах станция была расширена путём строительства ещё одного здания гидроэлектростанции (Днепрогэс-2 ) и второй нитки судоходных шлюзов, а её мощность возросла более чем вдвое. С середины 1990-х годов проводится модернизация Днепровской ГЭС, включающая замену гидроагрегатов с постепенным увеличением мощности станции. Собственником Днепровской ГЭС является государственная компания «Укргидроэнерго».
22 марта 2024 года из-за разрушений от российского обстрела ДнепроГЭС остановила работу.

## Конструкция станции
Днепровская ГЭС представляет собой мощную средненапорную гидроэлектростанцию плотинного типа. Сооружения гидроузла включают в себя две бетонные плотины, два здания ГЭС (первой и второй очереди), открытые распределительные устройства (ОРУ), а также судоходные шлюзы. Установленная мощность электростанции составляет 1578,6 МВт, проектная среднегодовая выработка электроэнергии — 3905 млн кВт·ч. По сооружениям гидроэлектростанции проложен автомобильный мост.

### Плотины
Большую часть напорного фронта Днепровской ГЭС образует водосбросная гравитационная бетонная плотина длиной 760,5 м и максимальной высотой 64 м. Плотина имеет форму арки, выгнутой в плане в сторону верхнего бьефа, радиусом 600 м. Несмотря на визуальное сходство с плотинами арочного типа, плотина Днепровской ГЭС не передаёт нагрузку на берега, такая её форма была выбрана с целью увеличения длины водосбросного фронта, а также для размещения конструкций плотины в более благоприятных геологических условиях. В правой части плотины расположены 28 водосбросных пролётов шириной по 13 м, перекрываемых плоскими затворами. Пропускная способность каждого пролёта при нормальном подпорном уровне составляет 820 м³/с; таким образом, общая пропускная способность плотины составляет 22 960 м³/с. Водосливная грань плотины заканчивается носком-трамплином, заглублённым под уровень нижнего бьефа, энергия сбрасываемой воды гасится на дне реки, сформированном прочными скальными породами (гранито-гнейсы). Левая часть плотины, изначально также занятая водосбросными пролётами, в настоящее время выполняет функцию станционной плотины для здания ГЭС второй очереди; в ней расположены водоприёмники и турбинные водоводы, через которые вода поступает к гидроагрегатам. Ещё одна глухая бетонная плотина длиной 251 м примыкает к правой стороне здания ГЭС первой очереди и образует аванкамеру.

### Здания ГЭС
Здание ГЭС первой очереди (Днепрогэс-1) находится на правом берегу, между основной и глухой плотинами, и фактически является продолжением основной плотины, к которой оно примыкает посредством сопрягающего устоя. Здание ГЭС руслового типа (непосредственно воспринимает напор воды и входит в состав напорного фронта), перед зданием находится аванкамера, представляющая собой четырёхугольный бассейн, образуемый зданием ГЭС, глухой плотиной, правым берегом с площадкой ОРУ-154 кВ и автодорожным мостом. Длина здания составляет 231 м, высота — 50 м. Часть здания ГЭС, расположенная со стороны верхнего бьефа и непосредственно воспринимающая напор воды, именуется щитовой стенкой, в ней расположены водоприёмные отверстия турбинных водоводов, оборудованные плоскими затворами и сороудерживающими решётками. Управление затворами производится при помощи козловых кранов грузоподъёмностью 60 т. Через водоприёмные отверстия вода попадает в турбинные водоводы внутренним диаметром 7,62 м, которые в верхней части сделаны из железобетона, а в нижней — из стали. В здании ГЭС расположены девять основных гидроагрегатов мощностью по 72 МВт, а также гидроагрегат собственных нужд мощностью 2,6 МВт. Гидроагрегаты оборудованы радиально-осевыми гидротурбинами, работающими на расчётном напоре 36,3 м. Три гидроагрегата оборудованы гидротурбинами F-193 (производства фирмы Newport News) и гидрогенераторами АТ-1 (производства фирмы General Electric), по состоянию на 2022 год эти гидроагрегаты находятся в процессе замены на оборудование фирмы Anritz. Ещё шесть гидроагрегатов оборудованы гидротурбинами РО-123-ВМ (производства ЛМЗ, модернизированы «Турбоатомом»), а также гидрогенераторами СВ 1230/140-56М (производства «Электросилы», модернизированы «Электротяжмашем»). Для обслуживания гидроагрегатов в машинном зале расположены мостовые краны грузоподъёмностью 260 т. Стены здания ГЭС выполнены из бледно-розового артикского туфа.
Здание ГЭС второй очереди (Днепрогэс-2) длиной 227,6 м находится на левом берегу. Здание приплотинного типа, пониженной конструкции, расположено за основной плотиной, с которой оно соединено 16 турбинными водоводами (по два на каждый гидроагрегат). В здании ГЭС расположено восемь гидроагрегатов, работающих на расчётном напоре 34,3 м, из них пять мощностью по 120 МВт, один — 119 МВт и два — 104,5 МВт. Шесть из них оборудованы поворотно-лопастными гидротурбинами ПЛ-40-В-700 и гидрогенераторами СВ 1230/140-56М, два — пропеллерными гидротурбинами ПР-В-680 и гидрогенераторами СВ 1230/140-56. Гидротурбины изготовлены заводом «Турбоатом», гидрогенераторы — предприятием «Электротяжмаш». Для обслуживания гидроагрегатов используется козловой кран грузоподъёмностью 650 т, расположенный на крыше здания ГЭС.
- Водосбросная плотина и здания ГЭС
- Водосбросная плотина
- Козловой кран водосбросной плотины
- Здание Днепрогэс-1
- Здание Днепрогэс-2
- Машинный зал Днепрогэс-1

### Схема выдачи мощности
С гидроагрегатов Днепрогэс-1 электроэнергия на напряжении 13,8 кВ передаётся на девять трёхфазных силовых трансформаторов ТДЦ-95000/150-У1 мощностью по 95 МВА (изначально были установлены девять групп однофазных трансформаторов по 3×30 МВА), а с них — на правобережное открытое распределительное устройство (ОРУ) напряжением 154 кВ и далее в энергосистему по девяти линиям электропередачи. Также правобережное ОРУ-154 кВ соединено через два автотрансформатора с ОРУ-330 кВ, с которого электроэнергия выдаётся в энергосистему по двум линиям электропередачи. С гидроагрегатов Днепрогэс-2 электроэнергия на напряжении 13,8 кВ подаётся на три силовых трансформатора ТЦ-280000/150-У1 мощностью по 250 МВА и далее на ОРУ-154 кВ, расположенное между зданием ГЭС и основной плотиной, а с него — в энергосистему по двум линиям электропередачи.
- Оборудование схемы выдачи мощности
- ОРУ-154 кВ Днепрогэс-1
- Силовые трансформаторы и ОРУ-154 кВ Днепрогэс-2
- Опоры ЛЭП на щитовой стенке

### Судоходные шлюзы
Для пропуска через гидроузел речных судов предназначены два судоходных шлюза (трёхкамерный и однокамерный), расположенные на левом берегу в непосредственной близости от основной плотины. Каждая из камер трёхкамерного шлюза имеет длину 120 м и ширину 18 м, камера однокамерного шлюза имеет длину 290 м и ширину 18 м. Подход судов к шлюзам обеспечивается при помощи низового подходного канала и верхнего затона с ограждающими дамбами и причальными пирсами. Трёхкамерный шлюз с 1993 года не эксплуатируется, находясь на реконструкции.
- Судоходные шлюзы
- Трёхкамерный шлюз
- Вход в однокамерный шлюз
- Шлюзование в однокамерном шлюзе

### Водохранилище
Напорные сооружения ГЭС образуют Днепровское водохранилище. Площадь водохранилища при нормальном подпорном уровне составляет 410 км², длина — 130 км, максимальная ширина — 7 км, максимальная глубина — 53 м. Полная и полезная ёмкость водохранилища составляет 3,33 и 0,83 км³ соответственно, что позволяет осуществлять суточное и недельное регулирование стока (ёмкость водохранилища достаточна для обеспечения работы ГЭС в режиме регулирования неравномерностей энергопотребления в энергосистеме в течение суток и недели). Отметка нормального подпорного уровня водохранилища составляет 51,4 м над уровнем моря (по Балтийской системе высот), уровня мёртвого объёма — 48,5 м.

## Последствия создания Днепрогэса

### Экономические последствия
Днепровская ГЭС стала крупнейшей электростанцией, построенной по плану ГОЭЛРО, и до 1956 года являлась самой мощной гидроэлектростанцией СССР и Европы. Сооружение станции являлось крупнейшим проектом первой пятилетки, Днепрогэс стал символом индустриализации СССР. Ввод Днепрогэс в эксплуатацию позволил обеспечить выработку больших объёмов дешёвой электроэнергии (в 1935 году её себестоимость составляла 0,46 копейки за кВт·ч), в 1932—1941 годах станцией было выработано 16 млрд кВт·ч электроэнергии, в 1974 году был выработан 100-миллиардный кВт·ч. Для выдачи вырабатываемой станцией электроэнергии впервые в СССР была создана сеть линий электропередачи напряжением 154 кВ. На основе Днепрогэса и отходящих от него линий электропередачи в 1934 году был организован энергетический комбинат «Днепроэнерго», в состав которого также вошли тепловые электростанции в Кривом Роге и Днепропетровске, включённые в параллельную работу с Днепрогэсом. В 1940 году «Днепроэнерго» было объединено с энергосистемой Донбасса, что позволило создать крупнейшую на тот момент в СССР энергосистему. Днепрогэс стал основным источником электроэнергии для мощного комплекса промышленных предприятий в Запорожье (Днепровский промышленный комбинат), строившихся либо расширявшихся одновременно со станцией по единому плану. В их число вошли металлургический завод «Запорожсталь», коксохимический завод «Запорожкокс», алюминиевый завод, магниевый завод, завод ферросплавов, завод инструментальных сталей «Днепроспецсталь», шлакоцементный завод, метизный завод, моторостроительный завод. В результате строительства Днепрогэса были затоплены Днепровские пороги, что позволило обеспечить сквозное крупнотоннажное судоходство по Днепру. По сооружениям станции проложен автодорожный мост, соединяющий левобережную и правобережную части Запорожья.
При создании Днепровского водохранилища было затоплено 16 тысяч га земли, из которых пашня составляла 14 %, остальное — выгоны и кустарники. В зону затопления попал участок железной дороги и железнодорожный Кичкасский мост, располагавшийся в 2 км выше створа плотины, вместо которых были построены новые участки железной дороги и два моста Стрелецкого через протоки Днепра ниже гидроэлектростанции.

### Социальные последствия
Зона затопления Днепровского водохранилища затронула 56 населённых пунктов, из которых 14 были затоплены полностью и 42 частично. Всего было переселено 4176 дворов. При строительстве Днепрогэса был возведён посёлок строителей и эксплуатационников станции (Соцгород), в настоящее время являющийся одним из районов Запорожья. Сооружение гидроэлектростанции и связанных с ним промышленных предприятий привело к резкому росту численности населения Запорожья: с 55 тысяч человек в 1926 году до 243 тысяч человек в 1937 году. В 1939 году город Запорожье стал административным центром новообразованной Запорожской области. При строительстве Днепрогэса в 1928 году напротив Кичкаса у левого берега Днепра было найдено пять орнаментированных мечей каролингского типа, которые, по мнению академика Б. А. Рыбакова, могли принадлежать дружинникам князя Святослава Игоревича. Во время Великой Отечественной войны мечи были утрачены.

## История строительства

### Ранние проекты
Первые предложения о строительстве гидроэлектростанций в районе Днепровских порогов, располагавшихся на протяжении 65 км течения реки и крайне затруднявших судоходство, относятся к концу XIX века. Основной акцент в ранних проектах делался на решение проблем судоходства, с попутной выработкой электроэнергии. Это проекты инженеров Н. С. Лелявского (1893 год), В. Е. Тимонова (1894 год), А. М. Рундо и Д. И. Юскевича (1910 год), И. А. Розова и Л. В. Юргевича (1912 год). В 1905 году С. П. Максимовым и Г. О. Графтио была предложена схема строительства в районе порогов каскада из трёх гидроузлов, каждый с напором около 13 м, что позволяло разместить на каждом из них гидроэлектростанцию мощностью 30—50 тыс. л. с. В 1912 году был образован консорциум коммерческих организаций и банков (как российских, так и иностранных) для изучения возможности строительства гидроэлектростанции на Днепровских порогах. Проектированием занимались немецкие фирмы AEG, Siemens & Halske, французское строительное общество Batignolles и другие. Проект общей стоимостью 600 миллионов золотых рублей предусматривал сооружение, помимо гидроэлектростанций, судоходного канала в обход порогов. К реализации проекта предлагалось перейти в 1915 году, но начало Первой мировой войны перечеркнуло эти планы. В 1914 году в Государственной Думе рассматривалась возможность выделения средств на сооружение судоходных шлюзов и гидроэлектростанции в районе Днепровских порогов по проектам А. П. Розова и Б. А. Бахметьева, но в итоге запрашиваемые суммы были урезаны в несколько раз, что не дало возможности приступить к строительству. В 1916 году проект Розова был утверждён, но он не мог быть реализован в условиях продолжавшейся войны. В 1919 году свой проект гидроэнергетического использования Днепра в районе порогов предложил профессор В. Л. Николаи. Все эти проекты предусматривали многоступенчатые схемы с сооружением от двух до четырёх плотин, при этом максимальная мощность гидроэлектростанций не превышала 270 тысяч л. с. (около 200 МВт), регулирование стока либо не предусматривалось вовсе, либо ограничивалось суточным регулированием. Первый проект Днепровского гидроузла с одной плотиной был предложен инженером Ф. П. Моргуненковым в 1913 году.

### План ГОЭЛРО
В феврале 1920 года была создана Государственная комиссия по электрификации России (ГОЭЛРО), в декабре того же года выработанный комиссией план электрификации всей страны был одобрен VIII Всероссийским съездом Советов. 

Коммунизм — это есть советская власть плюс электрификация всей страны.
— В. И. Ленин 
Согласно этому плану, в районе Днепровских порогов планировалось строительство крупной Александровской (Днепровской) гидроэлектростанции. Мощность ГЭС планировалась в 330 МВт (с перспективой увеличения в дальнейшем до 850 МВт) с расположением в здании станции 20 гидроагрегатов с горизонтальным валом. Приступить к подготовительным работам по строительству ГЭС планировалось уже в 1921 году, пустить первый гидроагрегат — в 1927 году, завершить строительство — в 1929 году. Разработкой предложений по Александровской гидроэлектростанции в комиссии ГОЭЛРО занимался И. Г. Александров, впоследствии руководивший проектированием Днепровской ГЭС.

### Проектирование
5 марта 1921 года постановлением Комитета государственных сооружений И. Г. Александрову было поручено проектирование Днепровской ГЭС. 1 июня того же года было принято постановление Совета труда и обороны о плане государственного электростроительства, включавшем изыскание и проектирование Днепровской ГЭС. 10 августа 1921 года было принято постановление Совета народных комиссаров «Об освобождении земель, подлежащих затоплению при строительстве гидроэлектростанции у города Александровска (Запорожье)». В ходе проектирования были разработаны девять вариантов гидроузла. Первые три из них различались расположением плотины и компоновкой сооружений. Для дальнейшей проработки был принят вариант гидроузла с одной прямолинейной плотиной из бутовой кладки, облицованной гранитом, длиной 720 м с 25 пролётами, с расположением здания ГЭС на правом берегу и судоходного шлюза на левом берегу. В ходе дальнейшего проектирования по предложению американских консультантов фирмы «Х. Купер и К°» конструкция плотины была изменена на бетонную, изменено положение здания ГЭС ближе к реке, четырёхкамерный судоходный шлюз изменён на трёхкамерный. В девятом представленном на утверждение проекте форма плотины была изменена на криволинейную с увеличением количества пролётов до 47. После успешного прохождения экспертиз как советских специалистов, так и американских инженеров проект Днепровской ГЭС был утверждён 29 октября 1926 года. Согласно утверждённому проекту, строительство станции предусматривалось в две очереди, в первую очередь монтировались семь гидроагрегатов мощностью по 35 МВт, во вторую — ещё шесть таких же гидроагрегатов; таким образом, мощность ГЭС первой очереди должна была составлять 245 МВт, а при полном развитии — 455 МВт. В 1929 году, уже в ходе строительства, учитывая возможности заводов по изготовлению более мощных гидроагрегатов, было принято решение уменьшить количество гидроагрегатов до девяти при одновременном росте их мощности до 62 МВт, а также при увеличении общей мощности станции до 558 МВт.

### Строительство
Строительство Днепрогэса было начато в более поздние сроки, чем предусматривалось планом ГОЭЛРО. Это было связано со сложностью и масштабностью проекта (опыт строительства столь крупных гидроэлектростанций на тот момент отсутствовал не только в СССР, но и в Европе), необходимостью выделения значительных средств, лоббированием союзными республиками конкурирующих крупных проектов, а также противоречиями между Л. Д. Троцким и И. В. Сталиным. В ноябре 1926 года Госплан СССР признал строительство Днепровской ГЭС первоочередным проектом и запланировал выделение необходимых средств. 31 января 1927 года Политбюро ЦК ВКП(б) приняло решение о начале строительства станции, в котором было подчёркнуто, что оно должно вестись «собственными ресурсами при условии привлечения компетентной иностранной помощи». 7 февраля того же года Совнарком СССР утвердил руководство строительства. Для организации строительства было создано Управление Днепростроя, начальником строительства был назначен А. В. Винтер, главным инженером Б. Е. Веденеев (его заместителем был П. П. Лаупман), помощником начальника строительства П. П. Роттерт, председателем технического совета И. Г. Александров, главным зарубежным консультантом Х. Л. Купер. Кроме американской фирмы «Х. Купер и К°», строительство также консультировали инженеры немецкой фирмы «Сименс». Строительство станции предстояло осуществить в очень сжатые сроки — пуск первого гидроагрегата был намечен на декабрь 1932 года.
- Руководители строительства Днепрогэса
- И. Г. Александров — создатель проекта
- В. А. Веснин — главный архитектор
- Хью Купер — главный консультант проекта с американской стороны

Земляные работы на строительстве Днепрогэса были начаты 15 марта 1927 года. Первоначально строительные работы практически не были механизированы, но уже в августе 1927 года на стройку поступили первые экскаваторы. Впоследствии количество техники было значительно увеличено, уже в 1929 году на строительстве работали 45 различных кранов, 10 экскаваторов, 56 паровозов и 89 большегрузных опрокидных платформ (думпкаров). Торжественная церемония закладки гидроэлектростанции состоялась 8 ноября 1927 года. В 1928 году был в целом завершён подготовительный этап строительства — создание производственной базы, дорог, строительство перемычек правобережного и левобережного котлованов. Правобережная и левобережная площадка строительства были через специально построенные станции соединены с железнодорожной сетью страны. Для обеспечения стройки электроэнергией была смонтирована временная тепловая электростанция мощностью 13 МВт. Особенностью выбранного створа гидроузла являлось наличие двух островов, что позволяло перекрывать перемычками отдельные протоки. В августе — октябре 1928 года правобережный и левобережный котлованы, образованные ряжевыми перемычками, были осушены, после чего в котлованах была произведена выемка наносов и разрушенного слоя скальных пород, достигавшего толщины 7 м. Первый бетон в небольших объёмах был уложен в сооружения станции в ноябре 1928 года, но массовая укладка бетона началась в июле 1929 года после повторного осушения котлованов (котлованы затапливались во время половодья, поскольку по экономическим соображениям высота перемычек не обеспечивала незатопляемость котлованов в этот период). Всего в 1929 году было уложено в плотину 147 тысяч м³ бетона. В январе 1930 года перемычки в левобережном котловане были разобраны, что позволило организовать пропуск воды через уже построенные сооружения (поверх недостроенной плотины) и перекрыть среднюю протоку, образовав третий котлован. В 1930 году на плотине было уложено 313 тыс. м³ бетона, а всего на строительстве станции — 518 тыс. м³, при этом был побит мировой рекорд суточной и месячной интенсивности укладки бетона. В 1931 году в плотину было уложено 186 тысяч м³ бетона, а 28 марта 1932 года бетонирование плотины было завершено. Укладка бетона велась паровыми (передвигающимися по железнодорожным путям) и мачтовыми кранами, бетон к которым подвозился поездами, для чего прямо на плотине были проложены и неоднократно по мере строительства переустраивались железнодорожные пути. В период максимальной интенсивности укладки бетона в 1930 году на плотине были задействованы 21 кран и 19 поездов.
Одновременно с плотиной в собственном котловане (сделанном незатопляемым) велось строительство здания ГЭС, разработка этого котлована была начата в июне 1927 года, а в июле 1929 года приступили к укладке бетона. Всего в 1930 году в здание ГЭС было уложено 33,4 тыс. м³ бетона, в 1930 году — 134 тыс. м³ и в 1931 году — 102 тыс. м³. В 1930 году был начат монтаж гидротурбин и гидрогенераторов, поставленных американскими фирмами Newport News Shipbuilding и General Electric соответственно (кроме четырёх основных гидрогенераторов, а также гидроагрегата собственных нужд, изготовленных в СССР). Также велось строительство судоходного шлюза с подходами, гавани, распределительного устройства, мостов на станции и в нижнем бьефе. 17 апреля 1932 года был пущен первый гидроагрегат Днепровской ГЭС, 24 апреля — второй, 1 августа — третий, 25 августа — четвёртый и 28 сентября — пятый. 10 октября 1932 года состоялась торжественная церемония открытия Днепрогэса, на чём его сооружение было в целом завершено, далее вёлся монтаж гидроагрегатов второй очереди. В 1933 году был открыт судоходный шлюз и пущен шестой гидроагрегат, в 1934 году заработал седьмой гидроагрегат. Строительство Днепрогэса было завершено в 1939 году с пуском девятого гидроагрегата, после чего станция вышла на проектную мощность 560 МВт и выработку 3,64 миллиарда кВт·ч в год. Всего за время строительства гидроузла было перемещено 3,4 млн м³ мягкого грунта и 1,9 млн м³ скального грунта, построено 2,5 км ряжевых перемычек объёмом 256 тыс. м³, уложено 1,18 млн м³ бетона, смонтировано 26,5 тыс. т металлоконструкций. За успешное строительство станции А. В. Винтер, И. Г. Александров и Б. Е. Веденеев были награждены орденами Ленина, а также стали членами Академии наук СССР. Также орденами была награждена большая группа строителей Днепрогэса, включая шестерых американских инженеров во главе с Хью Купером, удостоенных орденов Трудового Красного Знамени. Самой Днепровской гидроэлектростанции было присвоено имя В. И. Ленина, а в 1939 году она была награждена орденом Трудового Красного Знамени.
- Строительство Днепрогэса
- Строительство плотины, 1931 год
- Монтаж спиральной камеры турбины, 1932 год
- Пригласительный билет на торжественное открытие Днепрогэса

На момент ввода в эксплуатацию в 1932 году Днепрогэс являлся крупнейшей гидроэлектростанцией СССР и Европы, а также она использовала крупнейшие в мире на тот момент гидроагрегаты. Помимо самой станции одновременно с ней были построены сеть линий электропередачи напряжением 154 кВ, соединяющая её с Днепропетровском и Кривым Рогом, а также предприятия Днепровского промышленного комбината, для которых Днепрогэс стал основным источником энергоснабжения. Строительство Днепрогэса имело ключевое значение для развития советской гидротехники и гидроэнергетики. Был получен опыт возведения крупнейшей гидроэлектростанции, что позволило в дальнейшем строить новые крупные ГЭС исключительно собственными силами, без привлечения зарубежных специалистов. Стоимость строительства Днепрогэс составила 278 млн рублей в ценах начала 1930-х годов (включая сооружение судоходного шлюза, линий электропередачи, а также подготовку зоны затопления с компенсационными мероприятиями), по другим данным, стоимость строительства станции оценивалась в 100 млн долларов (в ценах соответствующих годов), а с учётом всех связанных с гидроэлектростанцией объектов (шлюза, промышленных предприятий, жилья) она достигала 400 млн долларов.

## Подрыв Днепрогэса советскими войсками в 1941 году
Через два месяца после начала Великой Отечественной войны немецкие войска вошли в Запорожье. С целью предотвращения прорыва войск противника по плотине станции, а также для предотвращения использования врагом гидроэлектростанции 18 августа 1941 года плотина Днепрогэса была взорвана. Подрыв был произведён по указанию советского руководства начальником Отдела военно-инженерного управления штаба Южного фронта подполковником А. Петровским и представителем Генштаба, начальником отдельного научно-исследовательского военно-инженерного института военным инженером 1-го ранга Б. А. Эповым, причём исполнители были приняты за диверсантов и арестованы контрразведкой, но освобождены после вмешательства их руководства. Также были выведены из строя гидроагрегаты станции, введённые в режим короткого замыкания при отключённых защитах.
Подрыв был совершен в спешке, не были предупреждены ни военные, ни гражданские. В результате взрыва 20 тонн взрывчатки в правобережной части плотины (между бычками № 10—27) образовался пролом длиной 175 метров и высотой более 20 метров, через который хлынула вода. Образовалась волна высотой 5 — 30 метров. Согласно современным расчётам, максимальный подъём уровня воды в Днепре ниже по течению мог составить около 5 метров. Имеются свидетельства, что подъём уровня воды привёл к гибели многих обороняющихся на острове Хортица и находящихся в плавнях Днепра красноармейцев, а также местных жителей. По оценке историка Владимира Линикова, затопление унесло жизни около 3 тыс. человек. В современной литературе встречаются оценки, что в результате затопления могли погибнуть от 20 до 100 тыс. человек, но методика этих оценок подвергается критике как недостаточно обоснованная. Немецкие войска не пострадали. Через полтора месяца Запорожье было оккупировано Вермахтом.
После захвата Днепрогэса немецкими инженерами были проведены восстановительные работы, в которых использовался труд военнопленных. Отказывавшихся от работы жестоко наказывали — всего за время оккупации на Днепрогэсе было казнено около 3000 человек. Для того, чтобы восстановить разрушенный участок плотины, было необходимо сработать водохранилище, для этого в теле плотины проложили десять водопропускных галерей, оборудованных затворами. Всего немцам удалось восстановить не менее двух гидроагрегатов, первый из которых был введён в работу в апреле 1942 года. Плотина была восстановлена не позднее лета 1942 года.

## Разрушение Днепрогэса немецкими войсками в 1943 году
Осенью 1943 года при приближении советских войск немцы частично эвакуировали оборудование Днепрогэса, а также приступили к реализации плана по разрушению станции. Приказ на уничтожение Днепрогэса был отдан командующим 1-й танковой армией вермахта Э. Макензеном, а непосредственная ответственность за операцию возлагалась на командира 40-го танкового корпуса генерала Г. Хейнрици. Сооружения и оборудование гидроузла разрушались путём подрыва большого количества заранее заложенных зарядов взрывчатки. В результате были разрушены 32 из 49 бычков основной плотины и один из центральных пролётов, сопрягающий устой, пролёты грязеспуска, портальные краны, обеспечивающие маневрирование затворами, и автодорожный мост (включая мосты через шлюз и аванкамеру). Запланированное уничтожение левобережной части плотины при помощи заряда в донной галерее, состоящего из 3,5 тонн тротила, а также 100 авиабомб весом по 500 кг, было предотвращено советскими разведчиками, перерезавшими ведущий к заряду электрический кабель. Существенно пострадало здание ГЭС — при помощи подрыва мощного заряда была разрушена щитовая стенка, при этом здание станции сместилось в сторону нижнего бьефа на 30—40 см. В результате здание было затоплено, вода перетекала через него почти по всей его длине, одновременно размывая берег у левого торца здания. Все гидроагрегаты были полностью уничтожены путём подрыва зарядов на крышках турбин и в дренажных шахтах (а в двух случаях — и в спиральных камерах), было полностью разрушено верхнее строение машинного зала (металлический каркас, стены, кровля, мостовые краны), уничтожено или сильно повреждено электротехническое и вспомогательное оборудование (силовые трансформаторы, выключатели распределительных устройств и т. п.). Также были подорваны ворота судоходного шлюза и уничтожено его оборудование. Подрыв немцами оказался гораздо менее масштабным, чем подрыв Советскими войсками в 1941.

## Восстановление Днепрогэса
30 декабря 1943 года Днепрогэс был освобождён советскими войсками. 23 февраля 1944 года Государственным комитетом обороны было принято решение о восстановлении Днепрогэса. Эта задача возлагалась на строительное управление «Днепрострой», руководителем которого был назначен Ф. Г. Логинов, главным инженером — И. И. Кандалов. Было проведено разминирование станции, из сооружений которой с января по август 1944 года сапёры извлекли 66 тонн авиабомб и взрывчатых веществ, 26 тысяч мин, снарядов и гранат. Первая группа специалистов «Днепростроя» прибыла на Днепрогэс 11 марта 1944 года. На первом этапе были организованы работы по восстановлению жилья для строителей, созданию производственной базы, разбору завалов, демонтажу разрушенного оборудования, а также по спуску водохранилища через донные водопропускные галереи, что являлось необходимым условием для начала работ по восстановлению плотины и здания ГЭС. При этом были частично задействованы галереи, проложенные немецкими инженерами и не до конца заделанные. Девять галерей в левобережной части плотины были сооружены к 17 мая 1944 года, ещё шесть в правобережной части плотины — в 1945 году. В апреле 1944 года был построен временный пешеходный мост через плотину и восстановлены подъездные железнодорожные пути, в июне того же года было открыто движение через служебный тоннель в теле плотины, что обеспечило транспортную связь межу правым и левым берегами. 7 июля 1944 года начались работы по бетонированию плотины, и к концу года в плотину было уложено более 11 тыс. м³ бетона. В январе 1945 года началось бетонирование щитовой стенки здания ГЭС. К весне 1945 года была построена верховая перемычка в аванкамере, что позволило предотвратить затопление здания ГЭС в половодье и осушить аванкамеру, что облегчало ведение работ по восстановлению здания ГЭС. В ходе работ по восстановлению станции пришлось удалить большие объёмы разрушенного бетона, но часть повреждённого бетона удалось сохранить, залечив образовавшиеся в нём трещины при помощи цементации. В августе — сентябре 1945 года после восстановления моста по сооружениям гидроузла по нему было открыто движение, в том числе и железнодорожное, что значительно облегчило ведение восстановительных работ. В январе 1946 года были начаты работы по восстановлению каркаса здания ГЭС. В августе 1946 года, после завершения строительства низовой перемычки и осушения котлована, были начаты работы по очистке отводящего канала здания ГЭС. В декабре того же года, после завершения работ по очистке аванкамеры и бетонирования щитовой стенки, была разобрана верховая перемычка и затоплена аванкамера. В декабре 1945 года — декабре 1946 года были закрыты и забетонированы донные водопропускные галереи, что позволило поднять уровень воды в водохранилище до уровня, обеспечивающего пуск гидроагрегатов. 8 июня 1947 года было завершено восстановление судоходного шлюза. Работы по восстановлению плотины и моста были полностью завершены в 1948 году.
Работы по подготовке к монтажу гидроагрегатов были развёрнуты с весны 1946 года. Первые три гидроагрегата были заказаны в США, остальные изготовили советские предприятия. Первый новый гидроагрегат был введён в эксплуатацию 3 марта 1947 года, второй — 22 октября и третий — 13 декабря того же года, также в 1947 году заработал гидроагрегат собственных нужд. Четвёртый гидроагрегат был пущен в 1948 году, пятый, шестой и седьмой — в 1949 году, восьмой и девятый — в 1950 году, на чём восстановление Днепрогэса было завершено. Одновременно с монтажом гидроагрегатов восстанавливалось оборудование схемы выдачи мощности. Были смонтированы новые трансформаторы, а также оборудование распределительного устройства; последнее, учитывая проявившиеся в ходе эксплуатации в 1930-х годах недостатки, было полностью перестроено. При разработке проекта восстановления было принято решение повысить уровень водохранилища на 20 см, что увеличивало напор на гидроагрегатах и совместно с использованием более эффективных гидроагрегатов позволило повысить мощность каждого гидроагрегата с исходных 62 МВт до 72 МВт, соответственно мощность Днепрогэса возросла с 560 МВт до 650,6 МВт. В ходе восстановления Днепрогэса было разобрано 250 тыс. м³ завалов взорванного бетона и проведена цементация 210 тысяч м³ повреждённого бетона, демонтировано 42,8 тыс. т металлоконструкций и оборудования, уложена 241 тыс. м³ нового бетона, смонтировано 43 тыс. т металлоконструкций и оборудования.

## Строительство Днепрогэс-2
После строительства вышележащих станций Днепровского каскада (в первую очередь Кременчугской ГЭС с регулирующим водохранилищем) сток Днепра был зарегулирован, максимальные расчётные расходы через Днепровскую ГЭС сократились, что открывало техническую возможность расширения станции. Одновременно в энергосистеме возросла потребность в высокоманёвренной пиковой мощности и аварийном резерве. Для решения этих задач украинским отделением института «Гидропроект» была начата разработка проекта расширения станции (Днепрогэс-2), который был утверждён в 1969 году. В ходе проектирования были рассмотрены различные варианты расположения второго здания ГЭС — на правом берегу ниже существующего здания ГЭС, на левом берегу на месте судоходного шлюза, в верхнем бьефе за плотиной и другие. Также было проработано более 20 вариантов конструкции здания ГЭС — без машинного зала, с низким и высоким машинным залом. Утверждённый к реализации проект включал в себя возведение примыкающего к плотине со стороны левого берега второго здания ГЭС с восемью гидроагрегатами общей мощностью 828 МВт (водоприёмники гидроагрегатов располагаются на месте 19 ликвидированных водосбросных пролётов плотины) с низким машинным залом, нового однокамерного судоходного шлюза повышенной пропускной способности, а также масштабную реконструкцию автодорожного моста через сооружения гидроузла с расширением его габаритов с двух до четырёх полос и увеличением скорости движения автотранспорта с 15—20 км/ч до 60 км/ч. В дальнейшем, в ходе строительства за счёт замены изначально запланированных поворотно-лопастных турбин на более мощные пропеллерные гидротурбины, мощность станции была увеличена до 876,6 МВт (всего на станции были смонтированы две поворотно-лопастные турбины, вскоре переведённые в пропеллерный режим, и шесть пропеллерных турбин). Подготовительные работы по строительству Днепрогэс-2 были начаты управлением строительства «Днепрострой» в 1969 году, строительство было объявлено Всесоюзной ударной комсомольской стройкой. В 1970 году было начато и в следующем году завершено сооружение перемычки, ограждающей котлован здания ГЭС, 22 декабря 1971 года в основные сооружения был уложен первый кубометр бетона. Первый гидроагрегат был введён в эксплуатацию 25 ноября 1974 года, второй и третий гидроагрегаты — в декабре 1974 года, четвёртый, пятый и шестой — в 1975 году. В 1978 году открыто движение по реконструированному автодорожному мосту. В 1980 году были пущены последние два гидроагрегата, на чём строительство станции было завершено, а Днепровская гидроэлектростанция была награждена орденом Ленина. После ввода в эксплуатацию Днепрогэс-2 общая мощность станции увеличилась до 1538,2 МВт. В ходе строительства Днепрогэс-2 было перемещено 1,5 млн м³ скального грунта, уложено 750 тыс. м³ бетона, смонтировано 60 тыс. т оборудования. Стоимость строительства составила 155 млн рублей. В 1982 году по отдельному проекту было введено в эксплуатацию ОРУ−330 кВ.

## Модернизация
К началу 1990-х годов оборудование Днепрогэса отработало более 40 лет и достигло высокой степени износа, в связи с чем с 1995 года ведётся модернизация станции. В 1997—2002 годах была проведена реконструкция шести гидроагрегатов Днепрогэс-1, включающая в себя замену гидротурбин и реконструкцию гидрогенераторов (переизолировка полюсов ротора, замена системы возбуждения и подпятников). С 2009 года ведётся модернизация гидроагрегатов Днепрогэс-2, включающая замену гидротурбин (при этом их тип меняется с пропеллерной на поворотно-лопастную, а диаметр рабочего колеса увеличивается с 6,8 м до 7 м) и реконструкцию гидрогенераторов (замена статора и полюсов ротора). Модернизированные гидроагрегаты имеют более высокую мощность, в результате мощность станции постепенно увеличивается, а также могут эффективно работать в более широком диапазоне нагрузок. По состоянию на 2022 год были модернизированы шесть гидроагрегатов Днепрогэс-2. С 2018 года ведётся замена трёх гидроагрегатов Днепрогэс-1 на оборудование фирмы Andritz Hydro, что позволит увеличить мощность станции на 17 МВт. В итоге после завершения модернизации станции её мощность увеличится до 1615,4 МВт. Также были заменены силовые трансформаторы и оборудование распределительных устройств. Запланирована реконструкция автодорожного моста, проходящего по сооружениям гидроэлектростанции, с заменой его на двухъярусный мост; работы планировалось начать в 2022 году.

## Российское вторжение на Украину
31 октября 2022 года российские войска в рамках своей кампании атак по энергетике Украины нанесли ракетный удар по Днепровской ГЭС. Российские войска атаковали Днепрогэс и в декабре 2022 года, и в феврале 2023 года. Так, согласно сведениям журналистов Би-би-си, 9 февраля 2023 года российские войска пытались поразить машинный зал ГЭС. Представители украинских властей говорили, что целью россиян было не просто вывод из строя крупнейшей в стране ГЭС, но и разъединение энергомоста между правым и левым берегами Днепра.
22 марта 2024 года в результате очередного массированного российского ракетного удара по Украине был нанесён удар по гидросооружениям и плотине Днепрогэса. На станции начался пожар (угрозы прорыва плотины нет). По словам директора «Укргидроэнерго» Игоря Сироты, российские военные попали по ГЭС-1 и ГЭС-2. По его словам, ГЭС-2 была сильно повреждена, и неизвестно, удастся ли её восстановить. Также произошло попадание в одну из опор станции, разбиты подкрановые балки. В результате обстрела Днепровской ГЭС погиб как минимум один человек. Днепрогэс остановила работу.
После российского удара в ночь на 1 июня 2024 года ДнепроГЭС оказалась в «критическом состоянии».

## Днепрогэс в культуре
Строительству Днепрогэса посвящены стихотворение Самуила Маршака «Война с Днепром», романы Фёдора Гладкова «Энергия», Владимира Юрезанского «Покорение реки» и «Огни на Днепре», Светланы Лавочкиной «Княгиня плотины», детская книга Сергея Алексеева «Срочное предписание», художественный фильм Александра Довженко «Иван». В 2002 году Национальный банк Украины выпустил юбилейную монету, посвящённую 70-летию Днепрогэса.

## Днепрогэс в нумизматике и филателии
- Юбилейная монета к 70-летию станции, аверс
- Реверс
- 1931 год. Дирижаблестроение: дирижабль над Днепростроем
- 1932 год. Плотина Днепрогэса
- 1932 год. Плотина Днепрогэса
- 1946 год. Восстановление Днепрогэса, чёрно-коричневая
- 1946 год. Восстановление Днепрогэса, тёмный ультрамарин
- 1948 год, выпуск «30 лет Украинской ССР». Восстановительные работы на Днепрогэсе
- 1967 год

### Комментарии
1. ↑  В 2016 году в рамках кампании по декоммунизации с сооружений ГЭС были демонтированы ордена и имя Ленина.
2. ↑  Аванкамера — водное пространство (бассейн) перед зданием гидроэлектростанции, отделённое гидротехническими сооружениями от водохранилища.
3. ↑  Бычок (бык) — промежуточная опора, расположенная на плотине, служащая для размещения балок мостов.